# Guillaume Soro

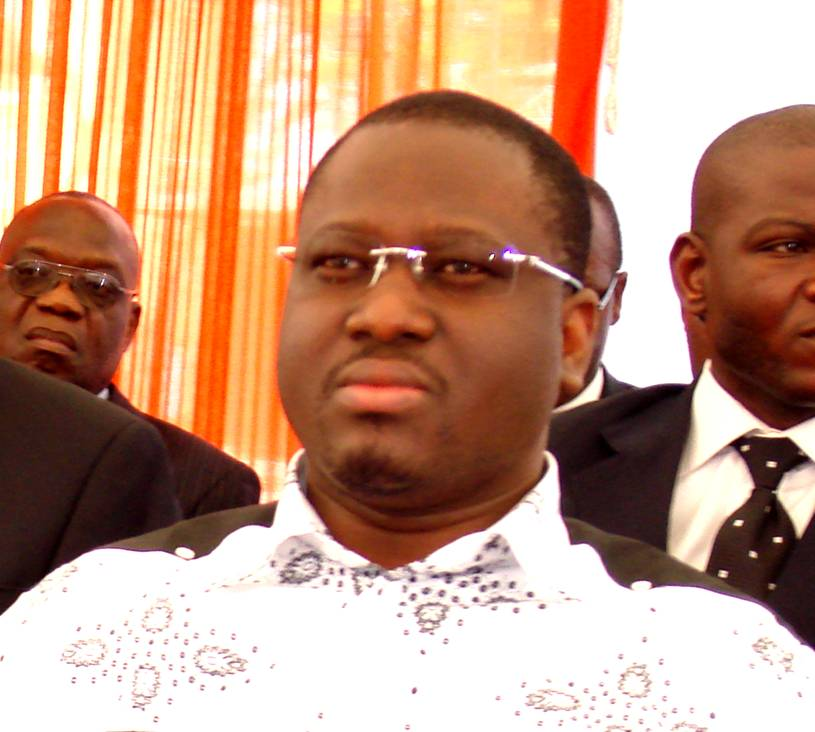
Guillaume Soro (2008)

Guillaume Kigbafori Soro (* 8. Mai 1972 in Ferkessédougou, Elfenbeinküste) war Premier- und Verteidigungsminister der Elfenbeinküste.
Seine Spitznamen lauten le Che, weil er „linke“ Positionen einnimmt, und le général, wie ihn seine Gefolgsleute nennen. Sein Kriegsname lautet Docteur Koumba.

## Leben

### Jugend
Soro kommt aus dem Norden des Landes und ist katholisch.
Von 1995 bis 1998 führte er die ivorische Studentenorganisation FESCI (Fédération estudiantine et scolaire de Côte d’Ivoire – Schüler- und Studentenvereinigung der Elfenbeinküste). Nach Demonstrationen kam Soro regelmäßig ins Gefängnis. 1998 löste ihn Henriette Diabaté ab. Soro ging danach erst nach England, später nach Frankreich.

### Staatsstreich 1999
Nach dem Staatsstreich am Weihnachtsabend 1999 arbeitete Soro an der Seite des neuen Staatschefs Robert Guéï, eines ehemaligen Generals. Soro wandte sich von Guéï ab, als dieser im Jahr 2000 den Politiker Alassane Ouattara von den Präsidentschaftswahlen wegen „zweifelhafter Staatsbürgerschaft“ ausschloss. Soro verbündete sich nun mit Ouattara.
Soro war Generalsekretär der sogenannten Forces Nouvelles – der Neuen Streitkräfte (Ex-Rebellen). Zudem war er Sekretär des Mouvement patriote de Côte d’Ivoire (MPCI). Seit dem Aufstand 2002 kontrollieren seine Truppen den Norden des Landes – gut 60 Prozent der Elfenbeinküste.
An einer „Nationalen Regierung der Versöhnung“ beteiligte sich Soro als Minister für Kommunikation von Februar 2003 bis Mai 2004 und erneut vom August 2004 bis zum Dezember 2005. Am 28. Dezember 2005 wurde er Minister für Wiederaufbau und Eingliederung in der Regierung unter Charles Konan Banny.

### Attentat 2007
Am 29. Juni 2007 flog Soro mit einer unbekannten Anzahl von Mitgliedern seiner Delegation sowie 20 Journalisten in der ivorischen Regierungsmaschine, einer Fokker 100 (TU-VAA), vom Flughafen Abidjan nach Bouaké. Nach der Landung wurde die Maschine beim Rollen von mindestens drei Panzerabwehrraketen getroffen. Eine davon durchbrach den Flugzeugrumpf. Vier Menschen wurden getötet, fünf weitere schwer verletzt. Soro überlebte das Attentat.

### Krise 2010
Seit dem 29. März 2007 war er Premierminister der Elfenbeinküste. Soro reichte nach der umstrittenen Präsidentschaftswahl im Herbst 2010 am 4. Dezember 2010 seinen Rücktritt ein. Alassane Ouattara, der von der Wahlkommission zum Wahlsieger erklärt wurde, beauftragte Soro erneut mit der Regierungsbildung. Wenig später ernannte der bisherige Präsident Laurent Gbagbo, dem der Verfassungsrat den Wahlsieg zuerkannte, Gilbert Marie N’gbo Aké zum Premierminister, womit das Land zwei Regierungschefs hatte.
Am 11. April 2011, nach der Festnahme Gbagbos, nahm die Regierung Soro III unter Soros Führung die Arbeit auf.
Am 8. März 2012 trat Soro zurück; er wurde zum Präsidenten der Nationalversammlung gewählt. Sein Nachfolger als Premierminister wurde Justizminister Jeannot Ahoussou-Kouadio.

### Gerichtsverfahren 2019–2020
Im November 2019 wurde Soro wegen Korruption angeklagt. In einem weiteren Verfahren wird ihm vorgeworfen, Rebellen zum Aufstand ermuntert zu haben. Im Dezember 2019 floh er ins Exil. Im April 2020 wurde er im Korruptionsprozess, den seine Verteidigerin und Ex-Ministerin Affoussiata Bamba-Lamine begleitete, zu 20 Jahren Haft verurteilt und konnte somit nicht bei der Präsidentschaftswahl im Oktober 2020 kandidieren.